# Enneapterygius paucifasciatus
Enneapterygius paucifasciatus är en fiskart som beskrevs av Fricke, 1994. Enneapterygius paucifasciatus ingår i släktet Enneapterygius och familjen Tripterygiidae. Inga underarter finns listade i Catalogue of Life.